# Javier Arizmendi
Ángel Javier Arizmendi de Lucas (* 3. März 1984 in Madrid) ist ein ehemaliger spanischer Fußballspieler.

## Karriere
Arizmendi stammt aus der Jugend Atlético Madrids, für das er am 15. Februar 2004 sein erstes Ligaspiel bestritt. Im Jahr darauf war er an Racing Santander ausgeliehen. Die erste Saisonhälfte 2005/06 verbrachte Arizmendi wieder bei Atlético, ab Anfang 2006 bis Sommer 2007 spielte er für Deportivo La Coruña. Kurz darauf entschied er sich für einen Wechsel zum FC Valencia, um seine Chancen auf internationale Spiele und Einsätze in der Nationalmannschaft zu erhöhen. Bei Valencia liefen ihn jedoch David Villa und der aufstrebende Jungstar Juan Mata den Rang ab und er erzielte trotz regelmäßiger Spielpraxis nur ein Tor in 30 Spielen. Infolgedessen schloss er sich zur Saison 2008/09 dem Zweitligisten Real Saragossa an, dem er in dieser Saison mit 9 Toren in 38 Spielen zum Aufstieg in die Primera División verhalf. Nach einer weiteren Saison bei Saragossa, wechselte Arizmendi im Sommer 2010 zum FC Getafe.
Am 4. August 2011 wurde bekannt, dass er für auf Leihbasis 1 Jahr in die Schweiz zu Neuchâtel Xamax wechseln würde. Am 4. Januar 2012, einen Tag vor dem Abflug ins Trainingslager, wurde Arizmendi zusammen mit seinen drei Teamkollegen Haris Seferović, Vincent Bikana und Stéphane Besle fristlos entlassen. Die Kündigung wurde mit mangelnder sportlicher Leistungsfähigkeit begründet, wobei ein Zusammenhang mit Diskussionen über ausstehende Lohnzahlungen vermutet wird.
Nach einem weiteren Jahr beim FC Getafe schloss er sich im Sommer 2012 dem RCD Mallorca an. Zur Saison 2013/14 kehrte der Spanier für eine Saison zu Deportivo La Coruña zurück, wo er im Anschluss auch seine Karriere als Aktiver beendete.
Für die spanische Nationalmannschaft kann Arizmendi einen Länderspieleinsatz verzeichnen. Bei einem Freundschaftsspiel im Jahr 2007 gegen England wurde er in der 65. Minute eingewechselt.
Nach seinem Karriereende als Aktiver arbeitete Arizmendi für verschiedene Aktiengesellschaften im Bereich der Aktienberatung und Vermögensverwaltung. Bereits während seiner Karriere und auch danach besuchte er diverse Studiengänge des Finanzbereichs im In- und Ausland.

## Erfolge
- Spanischer Pokal 2008 mit dem FC Valencia
- Aufstieg in die Primera División mit Real Saragossa (2008/09) und mit Deportivo La Coruña (2013/14)